# MY ONE
『MY ONE』（マイ・ワン）は、2000年6月21日にリリースされた稲垣潤一18枚目のオリジナルアルバム。

## 解説
シングル曲は「小さな奇蹟」と「君の瞳はそのままに」の2曲が収録。Continental移籍第一弾、約3年振りのアルバム。

## 収録曲
1. Stand by the love
  - 作詞：山田ひろし、作曲：松本俊明、編曲：桑村達人・土橋雅樹
2. まわれ、運命。
  - 作詞：岩井真理子、作曲：松本俊明、編曲：桑村達人
3. Rainy Wednesday
  - 作詞：渡辺なつみ、作曲・編曲：桑村達人
4. 僕の気持ちは迷子のままで
  - 作詞：ゆき、作曲：岸正之、編曲：桑村達人
5. 君の瞳はそのままに
  - 作詞：渡辺なつみ、作曲・編曲：桑村達人
6. 愛のために僕は変わる
  - 作詞：森雪之丞、作曲：谷本新、編曲：土橋雅樹
7. サフィア〜胸いっぱいの愛
  - 作詞：紫夢、作曲：稲垣潤一、編曲：土橋雅樹
8. 小さな奇蹟
  - 作詞：山田ひろし、作曲：桑村達人、編曲：土橋雅樹
9. レイミア
  - 作詞：紫夢、作曲：稲垣潤一、編曲：土橋雅樹
10. ミレナリオ A-GO-GO
  - 作詞：湯川れい子、作曲・編曲：塩塚博
11. EVERLASTING
  - 作詞：森雪之丞、作曲・編曲：土橋雅樹